# Lucas Torreira
Lucas Sebastián Torreira Di Pascua, född 11 februari 1996 i Fray Bentos, är en uruguayansk fotbollsspelare som spelar som defensiv mittfältare för den turkiska klubben Galatasaray. Torreira spelar också i det uruguayanska landslaget och deltog i Fotbolls-VM 2018 i Ryssland.

## Klubbkarriär

### Ungdomsåren
Torreira föddes i Fray Bentos och började spela för 18 de Julio ungdomslag. 2013, vid 17 års ålder, flyttade han till Montevideo och började spela för Montevideo Wanderers ungdomslag. I slutet av året skulle Wanderers skicka fyra spelare till Italien för att provspela för Pescara. Torreira var först ej uttagen bland de fyra spelarna men då han blev kallad till att spela för Uruguays U-17-lag, så fick han en plats bland spelarna som skulle provspela för den italienska klubben. Han blev kontrakterad med klubben nästkommande år och fick spela med B-laget i Primaveran.

### Arsenal
Den 10 juli 2018 värvades Torreira till Arsenal, sedan Unai Emery tagit över som huvudtränare efter Arsène Wenger. Torreira blev den första uruguayanen i Arsenals historia. Med sitt första Premier League-mål för Arsenal fastställde han slutresultatet 4–2 i matchen mot Tottenham den 2 december 2018.

### Atlético Madrid
Den 5 oktober 2020 lånades Torreira in till Atlético Madrid på lån ifrån Arsenal under säsongen 2020/2021. Samtidigt lämnade Thomas Atlético Madrid för just Arsenal. 

### Fiorentina
Den 25 augusti 2021 lånades Torreira ut till italienska Fiorentina på ett säsongslån.

### Galatasaray
Den 8 augusti 2022 skrev Torreira på för den turkiska klubben Galatasaray SK.

## Landslagskarriär
Torreira spelade sin första match för Uruguay den 23 mars 2018. Han blev inbytt i den 68:e minuten mot Tjeckien i China Cup. Han spelade även de sista tjugo minuterna i finalen mot Wales, som laget vann. Han spelade fem matcher i världsmästerskapet 2018 i Ryssland, där laget tog sig till kvartsfinal men åkte ur mästerskapet efter förlust mot Frankrike.

## Karriärstatistik

### Klubb
| Klubb                 | Säsong               | Liga                 | Liga    | Liga | Cup     | Cup | Kontinentalt | Kontinentalt | Andra   | Andra | Totalt  | Totalt |
| Klubb                 | Säsong               | Liga                 | Matcher | Mål  | Matcher | Mål | Matcher      | Mål          | Matcher | Mål   | Matcher | Mål    |
| --------------------- | -------------------- | -------------------- | ------- | ---- | ------- | --- | ------------ | ------------ | ------- | ----- | ------- | ------ |
| Pescara               | 2014/2015            | Serie B              | 5       | 0    | 0       | 0   | —            | —            | 3       | 0     | 8       | 0      |
| Pescara (lån)         | 2015/2016            | Serie B              | 29      | 4    | 2       | 1   | —            | —            | 3       | 1     | 34      | 6      |
| Pescara (lån)         | Totalt               | Totalt               | 34      | 4    | 2       | 1   | —            | —            | 6       | 1     | 42      | 6      |
| Sampdoria             | 2016/2017            | Serie A              | 35      | 0    | 1       | 0   | —            | —            | —       | —     | 36      | 0      |
| Sampdoria             | 2017/2018            | Serie A              | 36      | 4    | 2       | 0   | —            | —            | —       | —     | 38      | 4      |
| Sampdoria             | Totalt               | Totalt               | 71      | 4    | 3       | 0   | —            | —            | —       | —     | 74      | 4      |
| Arsenal               | 2018/2019            | Premier League       | 34      | 2    | 4       | 0   | 12           | 0            | —       | —     | 50      | 2      |
| Arsenal               | 2019/2020            | Premier League       | 29      | 1    | 4       | 1   | 6            | 0            | —       | —     | 39      | 2      |
| Arsenal               | Totalt               | Totalt               | 63      | 3    | 8       | 1   | 18           | 0            | —       | —     | 89      | 4      |
| Atlético Madrid (lån) | 2020/2021            | La Liga              | 0       | 0    | 0       | 0   | 0            | 0            | —       | —     | 0       | 0      |
| Totalt under karriär  | Totalt under karriär | Totalt under karriär | 168     | 11   | 13      | 2   | 18           | 0            | 6       | 1     | 205     | 14     |

1 Other tournaments include Serie B Promotion playoffs

### Landslag
| Uruguay | Uruguay | Uruguay |
| År      | Matcher | Mål     |
| ------- | ------- | ------- |
| 2018    | 13      | 0       |
| 2019    | 10      | 0       |
| Total   | 23      | 0       |